# Escudo del Territorio Antártico Británico
El escudo de armas del Territorio Antártico Británico fue adoptado en 1952, cuando este territorio dependía aún de las Islas Malvinas (como las Islas Georgias del Sur y Sandwich del Sur), todas ellas reclamadas por la Argentina (mientras que Chile reclama parte del territorio antártico).
En el escudo aparece representada, en un campo de gules calzado de plata y tres ondas de azur, colocadas en su mitad superior; una antorcha flameante de oro. El escudo propiamente dicho está sujeto por un león rampante de oro, linguado, uñado y armado de gules y un pingüino emperador en sus colores naturales. El león está situado sobre hierba y el pingüino sobre hielo.
Timbra un yelmo con burelete y lambrequín de plata y azur surmontado por una cimera con la forma del navío RRS Discovery, el buque de investigación en el que navegaron Robert Falcon Scott y Ernest Shackleton en su primer viaje por territorio antártico.
La antorcha simboliza los descubrimientos británicos de esta área. Las ondas de azur representan el océano Glacial Antártico, el león al Reino Unido y el pingüino a las especies nativas.
En la parte inferior del escudo de armas figura, escrito en una cinta, el lema de este territorio "Research and Discovery" (“Investigación y Descubrimiento”) que alude a los objetivos de la misión británica de investigación en la Antártida.